# Арбатський мотив
«Арбатський мотив» — радянський двосерійний художній телефільм 1990 року, знятий на кіностудії «Союзтелефільм».

## Сюжет
Дія відбувається в одному зі старих московських будинків на Арбаті. У призначеному на знос будинку живе сімдесятилітня Віра Василівна, яка не бажає залишати місця, де жили Єсенін, Маяковський, Булгаков… Фільм перший — «Старий будинок», другий — «Спадщина».

## У ролях
- Едда Урусова[ru] — Віра Василівна
- Валентина Тализіна — Майя Михайлівна, дружина Петра Валентиновича
- Олександр Лазарев — Петро Валентинович, син Віри Василівни, вчений-марксист
- Віктор Сергачов — Григорій Валентинович, син Віри Василівни, батько Ольги, кіннозаводчик
- Володимир Зельдін — Родіон Васильович, брат Віри Василівни, який приїхав з Америки
- Геннадій Фролов — Микола Валентинович, син Віри Василівни, начальник цеху заводу
- Валерій Баринов — Віктор Михайлович, виконроб
- Марина Дюжева — Ольга Григорівна, мистецтвознавець, онука Віри Василівни
- Анастасія Немоляєва — Катя, онука Віри Василівни
- Олексій Табачников — Віталік, художник, хлопець Каті
- Сергій Яковлєв — Павло Панасович Єрмолаєв, великий чиновник
- Валерій Афанасьєв — бульдозерист
- Михайло Бочаров — епізод
- Юрій Катін-Ярцев — Сергій Іванович, колишній сусід Віри Василівни
- Віктор Савкін — Коля Вєсєлов
- Юрій Юрченко — бульдозерист
- Інга Будкевич — гостя, яка оглядає квартиру
- Сергій Греков — п'яний гість
- Лучана Де-Маркі — італійка в аеропорту
- Георгій Жолудь — американець
- Едуард Ізотов — гість, який оглядає квартиру
- В. Коробков — епізод
- Віктор Меркушев — епізод
- Валерій Прохоров — робочий аварійної служби
- Володимир Сальников — іноземець, покупець картини
- Сергій Рошинець — Іван, п'яний гість

## Знімальна група
- Режисер — Борис Бушмельов
- Сценаристи — Радій Кушнерович, Ганна Слуцкі
- Оператор — Геннадій Карюк
- Композитор — Георгій Гаранян
- Художник — Ігор Шихарєв